# Kidoh
Jin Hyo-sang (en hangul, 진효상; Seúl, Corea del Sur, 16 de diciembre de 1992), conocido por su nombre artístico Kidoh, es un cantante, compositor, rapero, bailarín y productor musical surcoreano. Fue miembro de la boy band surcoreana Topp Dogg, y el primer miembro del grupo en publicar un álbum en solitario.

## Biografía

### Inicios
Kidoh (키도), nombre real Jin Hyo Sang (진효상), nació en Seúl, Corea del Sur, en 1992. Estudió en la Universidad de Estudios Extranjeros de Seúl (HUFS). Primero, Kidoh quería ser un productor, pero cuando Brave Brothers le llamaron para conversar, es que comenzó a pensar en serio en convertirse en cantante.
Al principio, Kidoh era un aprendiz en Big Hit Entertainment, integrando el grupo BTS (방탄소년단).

### Comienzo en Stardom Entertainment
En 2012, Kidoh deja Big Entertainment Hit y se une a Stardom Entertainment como aprendiz. Se forma gradualmente con sus compañeros, quienes forman en 2013 el grupo Topp Dogg, que se compone de 13 miembros.
Aparece por primera vez en el programa "Show Champion", el 22 de octubre de 2013 en el canal de televisión MBCI con el título "Say It" (말로 해).

### Participación en los álbumes de Topp Dogg
Kidoh participa en cada álbum de Topp Dogg, como productor, compositor o letrista.
Participación:
En las letras:
-	Dogg’s out (con A-Tom, Jenissi y Yano)

-	Say it (말로해)(con A-Tom, Jenissi y Yano)

-	Play Ground (con A-Tom, Jenissi y Yano)

-	Arario (아라리오) (con A-Tom, Jenissi y Yano)

-	Open the door (들어와) (con Jenissi y Yano)

-	Eschatologist (종말론자) (con A-Tom, Jenissi y Yano)
En la composición:

-	Play Ground
En la producción, la composición y las letras:

-	A woman like you (너같은 여자) (canción en solitario en el primer álbum de Topp Dogg)

-	From a Trainee to an Artist

## Discografía

### Solo Album
El 26 de septiembre de 2014, Kidoh lanzó su primer álbum en solitario llamado "Mini Album". En este primer álbum, Kidoh mezcló varios sonidos y adopta un método llamado doble título. El primer tema, "She is so Sensitive" tiene un ritmo alegre, que puede ser representado en el escenario (con un baile pegadizo). Su segundo título "Taxi on the phone", es una canción más tranquila,  donde la voz es más importante.  Realiza una aparición en vivo con su canción "She is so sensitive" en el Hallyu Dream Concert 2014.
|                                          | Descripción |
| 1.er EP Album (26 de septiembre de 2014) | 1. 작은 노래 (Intro) 2. 그녀는 너무 예민해 (She's So Sensitive) 3. Taxi On The Phone (Feat. Sangdo) 4. 한시가 너무 바빠 (So busy at 1 o'clock) (Feat. i11evn, Supreme Boi) 5. 당연한 게 맞아 (Absolutely Correct) 6. Interlude 7. Still Alive |

## Apariciones como solista
Kidoh hizo varias apariciones como solista desde su comienzo. Para el episodio 100 de la emisión "Show Champion", Kidoh (y Jenissi) colaboraron con Suga y Rap Monster (BTS), Zelo y Bang Yong Guk (BAP). Kidoh también presentó su canción "She is so sensitive" durante el concierto Halluy Dream Concert 2014 en Seúl. Y colaboró en algunas canciones de 일레븐 (i11evn) (también con Marvel J o Suprema Boi)